# NGC 606
NGC 606 è una galassia a spirale barrata situata nella costellazione dei Pesci, a una distanza di circa 465 milioni di anni luce dalla nostra Via Lattea.

## Scoperta
NGC 606 è stata scoperta il 18 ottobre 1881 dall'astronomo francese Édouard Stephan.

## Descrizione
NGC 606 ha una classe di luminosità III e presenta una larga riga a 21 cm dell'idrogeno neutro.